# محمد بهرامن
محمد عبد الرحمن بهرامن لاعب كرة قدم قطري، ولد في (28 أبريل 2000) يلعب في نادي لوسيل.
لعب سابقاً في نادي الوكرة ونادي الشحانية ونادي لوسيل.

## روابط خارجية
- محمد بهرامن على موقع Soccerway.com (الإنجليزية)